# Camille Saint-Saëns
Charles-Camille Saint-Saëns (fransk: [ʃaʁl kamij /sɛ̃.sɑ̃/], født 9. oktober 1835, død 16. december 1921) var en fransk komponist. Han var meget anerkendt for sin sprudlende musikstil, der forenede det mest pompøse fra romantikken med en for ham særegen impressionistisk klang og dynamik. Han var uddannet i Paris som organist og dirigent, men dirigerede sjældent sine egne værker. 
Han skrev 12 operaer fx Samson og Dalila, fem symfonier, fire symfoniske digtninger som Danse Macabre, kortere værker for orkester og solister som "Dyrenes karneval" og talrige mindre korværker og kammermusik.
Hans hyppigst opførte værk er den 3. symfoni, "Orgelsymfonien", for den sjældne kombinationsymfoniorkester og orgel .
Når Saint-Saëns' Klaverkoncert nr. 2 i g-mol fra 1868 fremføres i danske koncertsale, vækker 2. sats altid genkendelse, fordi sidetemaet er identisk med begyndelsen af Lange-Müllers melodi til Serenaden i Der var engang ("Natten er svanger med Vellugt fin"). 

## Liv og gerning
Saint-Saëns blev født i Paris. Han var vidunderbarn. Det blev slået fast, at han havde absolut gehør, da han var to år; og han kunne læse og skrive, da han var tre. På den tid begyndte han også at tage klavertimer og komponere. Fem år gammel holdt han sin første koncert, og hans første komposition er et lille klaverstykke dateret 22. marts 1839 (da han var fire år). Det er i Bibliothèque nationale de France. I en alder af 10 spillede han værker af Bach, Beethoven og Mozart  offentligt. Da han var 16, skrev han sin første symfoni. Han kunne latin i en alder af syv år.
Han fik uddannelse i komposition ved musikkonservatoriet i Paris og levede af at være organist i Paris og fra 1857 som fast organist i Madeleine-kirken (Église de la Madeleine).
Saint-Saëns giftede sig med Marie Truffot i 1875 og blev fader til to børn, som døde med seks ugers mellemrum i 1881. Han forlod sin kone samme år. De blev aldrig skilt, men levede adskilt. 
Saint-Saëns skrev om musikteoretiske, videnskabelige og historiske emner og rejste ofte rundt i Europa, Sydafrika og i Afrika, før sine sidste år i Algier i Algeriet. Han blev tildelt den franske Æreslegionen og den civile udgave af den tyske Pour le Mérite for sit musikalske virke.
Camille Saint-Saëns døde i Algier og fik en statsbegravelse i Paris på den berømte Cimetière du Montparnasse.

## Musikalsk virke
I 1871 var han med til at stifte Société Nationale de Musique, en forening til fremme af en fransk national musikstil: Selskabet bestod af de ledende franske komponister. Samtidig skrev han dramatiske værker blandt andet fire symfoniske digte, 13 operaer, hvor Sanson et Dalila og tonedigtet Danse Macabre er blandt hans mest berømte. Han komponerede over 300 værker, og han var den første store komponist, der skrev musik specielt for biografer.
I 1886 skrev han sin 3. symfoni, "avec orgue" ("med orgel"), antagelig hans mest berømte værk. Med monumentale symfoniske orgler bygget i Frankrig af Aristide Cavaillé-Coll, den tids største orgelbygger, passer symfonien perfekt ind i det 19. århundredes "gigantisme" og harmonerer fint med Eiffeltårnet, verdensudstillingen i Paris i 1889 og "La Belle Époque". Maestoso-delen i anden sats er et tydeligt udtryk for europæerens tro på sig selv, sin teknologi og videnskab. Saint-Saëns blev ofte blevet kaldt "den tyskeste af alle franske komponister".
Samme år fuldførte han Dyrenes karneval, som blev uropført den 9. marts 1886. Værket er populært i dag, men Saint-Saëns forbød hele opførelser af det efter premieren og udgav kun én af satserne, Svanen for cello og piano. Han skrev også seks præludier og fugaer for orgel, tre i op. 99 og tre i op. 109, hvoraf det mest fremførte er præludium og fuga i Es-dur, op. 99, nr. 3.

## Udvalgte værker
- Symfoni (i A-dur) (1850) - for orkester
- Symfoni nr. 1 (i Eb-dur) (1853) - for orkester
- Symfoni (i F dur) "Byen Rom" (1856) - for orkester
- Symfoni nr. 2 (i A-mol) (1859) - for orkester
- Symphony No. 3 (i C-dur) "Orgel Symfoni" (1886) - for orgel og orkester
- Klaverkoncert nr. 1 (i D-dur) (1858) - for klaver og orkester
- Klaverkoncert nr. 2 (i G-mol) (1868) - for klaver og orkester
- Klaverkoncert nr. 3 (i Eb-dur)(1869) - for klaver og orkester
- Klaverkoncert nr. 4 (i C-mol) (1875) - for klaver og orkester
- Klaverkoncert nr. 5 (i F-dur) "Egyptisk koncert" (1896) - for klaver og orkester
- "Dyrenes Karneval" (1886) - for orkester
- "Omphale's roterende hjul" (1872) - for orkester